# マルガレーテ作戦
マルガレーテ作戦（マルガレーテさくせん）は、1944年にナチス・ドイツが計画した、ハンガリー王国とルーマニア王国の制圧作戦。ハンガリーの制圧作戦がマルガレーテI、ルーマニアの制圧作戦はマルガレーテIIとなっている。

## 背景
1943年9月8日、イタリア王国が降伏し、ドイツは衝撃を受けた。これを機に他の同盟国も寝返るのではないかと懸念したドイツ総統アドルフ・ヒトラーは、ドイツ国防軍最高司令部(OKW)に対し、ハンガリー・ルーマニアの占領計画策定を下令した。この際にマルガレーテ作戦は作成されている。しかし両国が降伏する気配は見られず、作戦は実行されなかった。
しかし1944年になると、独ソ戦でソビエト赤軍が明らかに優勢となり、ドイツ軍はソビエト連邦領内から駆逐されつつあった。次の戦場がハンガリーやルーマニアといった比較的弱体な同盟国となることは必然であり、ドイツはこれらの国を枢軸国側に引止めるために、両国を占領し政権を掌握することを計画した。

## マルガレーテI
1944年3月8日、ハンガリー首相カーロイ・ミクローシュ(en:Miklós Kállay)が連合国と極秘に休戦交渉を行っていることが発覚した。ヒトラーは直ちにマルガレーテIの実行を下令し、OKWは3月19日を実行日とする計画を示達した。
18日、ヒトラーはハンガリー王国の摂政ホルティ・ミクローシュをオーバーザルツベルクのベルクホーフに招致した。ホルティと会談したヒトラーは12個師団のハンガリーへの派遣、全産業の軍事態勢切り替え、ハンガリー・ルーマニア国境の部隊を東部戦線に回すように要求した。ホルティは激怒したが、ドイツ側が要求を受諾するまでホルティを帰さない姿勢を見せたためにやむなく要求を受諾した。その後、ホルティは鉄道で帰国したが、ハンガリーへのドイツ軍展開が完了するまでの間、列車は鈍行運転を続けた。
19日午前4時、西方軍集団と南方軍集団から抽出された師団がハンガリーの占領を開始した。ハンガリー軍民の抵抗はなく、むしろ歓迎された。親独派のストーヤイ・デメが首相となり、ホルティはブダ宮殿に軟禁状態となった。その後、ドイツから派遣された特使エトムント・フェーゼンマイヤーがブダペストに駐在し、政府の監視に当たった。カーロイはトルコ大使館に亡命し、辛くもドイツの手から逃れた。

### その後
この作戦により、東部戦線におけるハンガリー軍とルーマニア軍は増強された。また、ハンガリー国内の資源をドイツが自由に扱えるようになった。しかしホルティの権威が完全に封じられたわけではなく、ホルティは連合国との休戦を画策するようになる。このため同年10月にドイツ軍はパンツァーファウスト作戦を実行し、ハンガリーを完全に支配下においた。

## マルガレーテII
ルーマニアの指導者イオン・アントネスクは熱心なヒトラー支持者であり、ドイツ側も彼の指導体制を信頼していた。しかし1944年8月23日、国王ミハイ1世らがクーデターを起こし、アントネスクを逮捕した。ルーマニア新政府は直ちにソ連赤軍と休戦し、ドイツに宣戦布告した。このためマルガレーテIIは実行されなかった。